# NGC 7377
NGC 7377 é uma galáxia espiral barrada (SB0-a) localizada na direcção da constelação de Aquarius. Possui uma declinação de -22° 18' 41" e uma ascensão recta de 22 horas, 47 minutos e 47,4 segundos.
A galáxia NGC 7377 foi descoberta em 13 de Outubro de 1786 por William Herschel.